# Zygmunt Gadecki

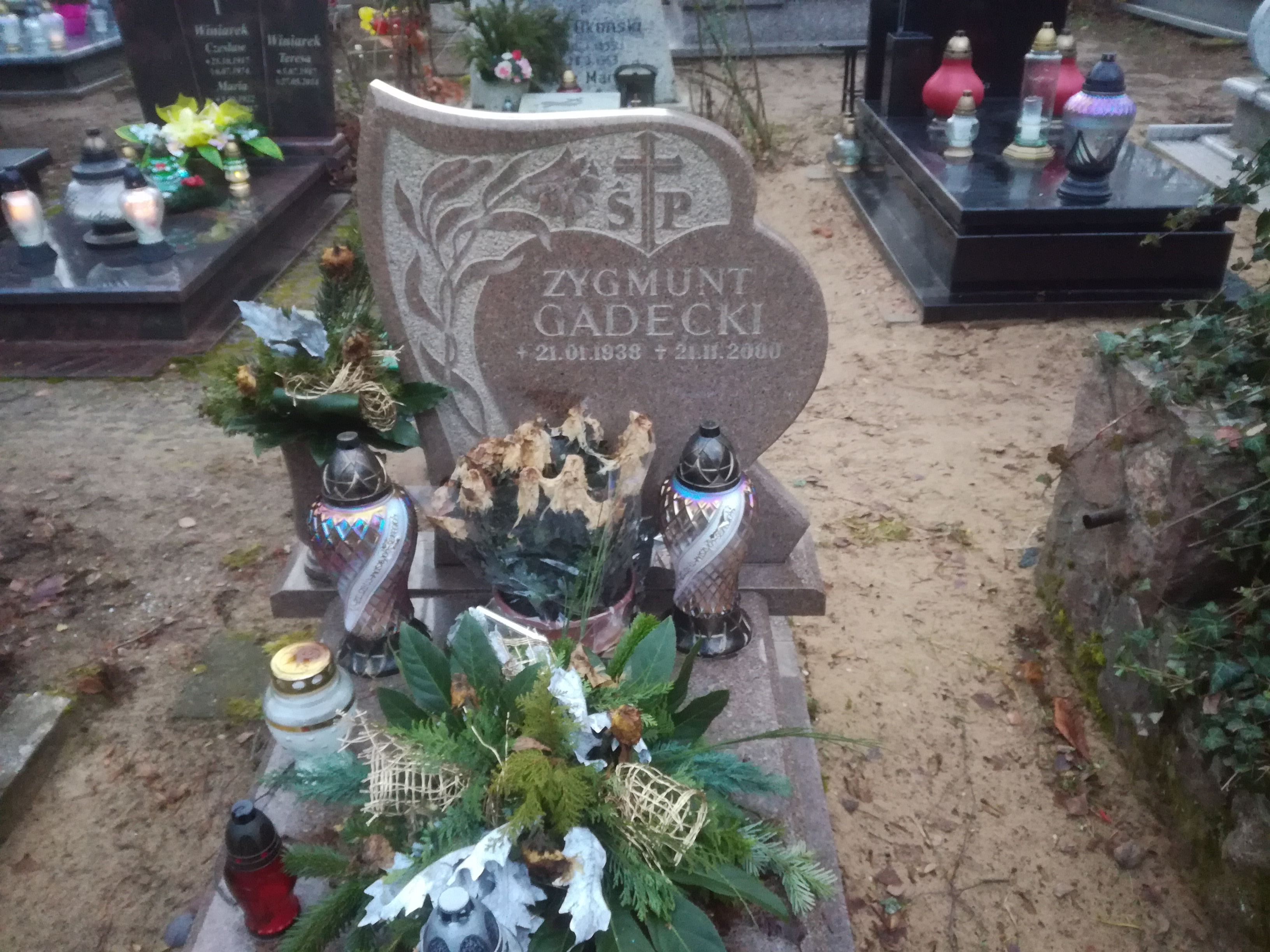
Zygmunt Gadecki sírja a Witomin temetőben

Zygmunt Gadecki (Gdynia, 1938. január 21. – Gdynia, 2000. november 21.) lengyel válogatott labdarúgó.

## Pályafutása

### Klubcsapatokban
1953 és 1956 között az Arka Gdynia, majd 1957-től 1958-ig a Lechia Gdańsk játékosa volt. 1959-ben a Legia Warszawához igazolt. Amikor a Legiában játszott, akkor szerepelt először a lengyel válogatottban. 1960-ban visszatért a Lechiához, 1962-ben pedig ismét az Arka játékosa lett. 1967 és 1969 között a Polonia Melbourne-ben is játszott, pályafutását egy évvel később az Arkánál fejezte be.
A gdyniai Witomin temetőben nyugszik (61-24-23.).

### A válogatottban
1960. június 26-án debütált a Bulgária elleni mérkőzésen, és néhány hónappal később Magyarország ellen zárta a pályafutását. Összesen 5 hivatalos meccsen lépett pályára piros-fehér színekben, és egy gólt szerzett. Az 1960-as római olimpián Lengyelország összes találkozóján szerepelt.

## Fordítás
- Ez a szócikk részben vagy egészben  a   Zygmunt Gadecki című lengyel Wikipédia-szócikk ezen változatának fordításán alapul.  Az eredeti cikk szerkesztőit annak laptörténete sorolja fel. Ez a jelzés csupán a megfogalmazás eredetét és a szerzői jogokat jelzi, nem szolgál a cikkben szereplő információk forrásmegjelöléseként.